# Escales curta i llarga
Escala llarga, expressió catalana, traduïda del francès échelle longue, designa un sistema de noms numèrics en el qual un bilió significa un milió de milions.
Escala curta, expressió catalana, traduïda del francès échelle courte. En aquest cas, un bilió significa mil milions.
Amb l'escala curta, la terminació és sempre -ió (excepte mil). Per contra, amb l'escala llarga, hi ha una alternança entre -ió i -iard.

## Noms de les grans potències de 10
Aquesta taula compara els noms en català amb els anglesos, seguint les convencions diverses dels estatunidencs i dels britànics.
Els noms de base per a la composició es mostren en negreta, els noms anglesos s'indiquen en cursiva.
(*) L'escala curta (short scale en anglès) és criticada per la seva manca de coherència, ja que el nom no correspon fàcilment (de forma mnemotècnica) a la potència de mil (o de deu) utilitzada, i introdueix nombroses confusions.
Contràriament, l'escala llarga es fonamenta en les potències del milió, i el seu nom utilitza directament aquesta potència (se li dedueix la potència de mil o de deu per una simple multiplicació per 3 o per 6 del prefix llatí), el sufix -iard, també utilitzat per multiplicar aquesta potència per mil i abreujar els noms. L'escala llarga (large scale en anglès) cobreix una gamma més extensa de cardinals, d'aquí el seu nom.
Nota:
No hi ha cap convenció àmpliament acceptada per referir-se als cardinals més enllà del centilió en escala curta (és a dir, quincagintiliard en escala llarga), o més enllà del centiliard en escala llarga. Així mateix, se solen utilitzar més aquests nombres (fins i tot sovint els nombres per sobre del miliard) a través de les potències de deu.
| Valor | Escala curta (*) | Escala curta (*)                | Escala llarga                 | Escala llarga        | Escala llarga   |
| Valor | expressió        | americana & britànica "moderna" | britànica tradicional         | continental          | expressió       |
| Valor | expressió        | americana & britànica "moderna" | (Chuquet)                     | (Peletier)           | expressió       |
| ----- | ---------------- | ------------------------------- | ----------------------------- | -------------------- | --------------- |
| 100   | 1000-1+1         | one                             | one                           | u                    | 1 000 000 0,0   |
| 101   |                  | ten                             | ten                           | deu                  |                 |
| 102   |                  | hundred                         | hundred                       | cent                 |                 |
| 103   | 10000+1          | thousand                        | thousand                      | mil                  | 1 000 000 0,5   |
| 106   | 10001+1          | million                         | million                       | milió                | 1 000 000 1,0   |
| 109   | 10002+1          | billion                         | thousand million              | miliard              | 1 000 000 1,5   |
| 1012  | 10003+1          | trillion                        | billion                       | bilió                | 1 000 000 2,0   |
| 1015  | 10004+1          | quadrillion                     | thousand billion              | biliard              | 1 000 000 2,5   |
| 1018  | 10005+1          | quintillion                     | trillion                      | trilió               | 1 000 000 3,0   |
| 1021  | 10006+1          | sextillion                      | thousand trillion             | triliard             | 1 000 000 3,5   |
| 1024  | 10007+1          | septillion                      | quadrillion                   | quadrilió            | 1 000 000 4,0   |
| 1027  | 10008+1          | octillion                       | thousand quadrillion          | quadriliard          | 1 000 000 4,5   |
| 1030  | 10009+1          | nonillion                       | quintillion                   | quintilió            | 1 000 000 5,0   |
| 1033  | 100010+1         | decillion                       | thousand quintillion          | quintiliard          | 1 000 000 5,5   |
| 1036  | 100011+1         | undecillion                     | sextillion                    | sextilió             | 1 000 000 6,0   |
| 1039  | 100012+1         | duodecillion                    | thousand sextillion           | sextiliard           | 1 000 000 6,5   |
| 1042  | 100013+1         | tredecillion                    | septillion                    | septilió             | 1 000 000 7,0   |
| 1045  | 100014+1         | quattuordecillion               | thousand septillion           | septiliard           | 1 000 000 7,5   |
| 1048  | 100015+1         | quindecillion                   | octillion                     | octilió              | 1 000 000 8,0   |
| 1051  | 100016+1         | sexdecillion                    | thousand octillion            | octiliard            | 1 000 000 8,5   |
| 1054  | 100017+1         | septendecillion                 | nonillion                     | nonilió              | 1 000 000 9,0   |
| 1057  | 100018+1         | octodecillion                   | thousand nonillion            | noniliard            | 1 000 000 9,5   |
| 1060  | 100019+1         | novemdecillion                  | decillion                     | decilió              | 1 000 000 10,0  |
| 1063  | 100020+1         | vigintillion                    | thousand decillion            | deciliard            | 1 000 000 10,5  |
| 1066  | 100021+1         | unvigintillion                  | undecillion                   | undecilió            | 1 000 000 11,0  |
| 1069  | 100022+1         | duovigintillion                 | thousand undecillion          | undeciliard          | 1 000 000 11,5  |
| 1072  | 100023+1         | trevigintillion                 | duodecillion                  | duodecilió           | 1 000 000 12,0  |
| 1075  | 100024+1         | quattuorvigintillion            | thousand duodecillion         | duodeciliard         | 1 000 000 12,5  |
| 1078  | 100025+1         | quinvigintillion                | tredecillion                  | tredecilió           | 1 000 000 13,0  |
| 1081  | 100026+1         | sexvigintillion                 | thousand tredecillion         | tredeciliard         | 1 000 000 13,5  |
| 1084  | 100027+1         | septenvigintillion              | quattuordecillion             | quattuordecilió      | 1 000 000 14,0  |
| 1087  | 100028+1         | octovigintillion                | thousand quattuordecillion    | quattuordeciliard    | 1 000 000 14,5  |
| 1090  | 100029+1         | novemvigintillion               | quindecillion                 | quindecilió          | 1 000 000 15,0  |
| 1093  | 100030+1         | trigintillion                   | thousand quindecillion        | quindeciliard        | 1 000 000 15,5  |
| 1096  | 100031+1         | untrigintillion                 | sexdecillion                  | sexdecilió           | 1 000 000 16,0  |
| 1099  | 100032+1         | duotrigintillion                | thousand sexdecillion         | sexdeciliard         | 1 000 000 16,5  |
| 10102 | 100033+1         | tretrigintillion                | septendecillion               | septendecilió        | 1 000 000 17,0  |
| 10105 | 100034+1         | quattuortrigintillion           | thousand septendecillion      | septendeciliard      | 1 000 000 17,5  |
| 10108 | 100035+1         | quintrigintillion               | octodecillion                 | octodecilió          | 1 000 000 18,0  |
| 10111 | 100036+1         | sextrigintillion                | thousand octodecillion        | octodeciliard        | 1 000 000 18,5  |
| 10114 | 100037+1         | septentrigintillion             | novemdecillion                | novemdecilió         | 1 000 000 19,0  |
| 10117 | 100038+1         | octotrigintillion               | thousand novemdecillion       | novemdeciliard       | 1 000 000 19,5  |
| 10120 | 100039+1         | novemtrigintillion              | vigintillion                  | vigintilió           | 1 000 000 20,0  |
| 10123 | 100040+1         | quadragintillion                | thousand vigintillion         | vigintiliard         | 1 000 000 20,5  |
| ...   | ...              | ...                             | ...                           | ...                  | ...             |
| 10150 | 100049+1         | novemquadragintillion           | quinvigintillion              | quinvigintilió       | 1 000 000 25,0  |
| 10153 | 100050+1         | quinquagintillion               | thousand duovigintillion      | quinvigintiliard     | 1 000 000 25,5  |
| ...   | ...              | ...                             | ...                           | ...                  | ...             |
| 10180 | 100059+1         | novemquinquagintillion          | trigintillion                 | trigintilió          | 1 000 000 30,0  |
| 10183 | 100060+1         | sexagintillion                  | thousand trigintillion        | trigintiliard        | 1 000 000 30,5  |
| ...   | ...              | ...                             | ...                           | ...                  | ...             |
| 10210 | 100069+1         | novemsexagintillion             | quintrigintillion             | quintrigintilió      | 1 000 000 35,0  |
| 10213 | 100070+1         | septuagintillion                | thousand quintrigintillion    | quintrigintiliard    | 1 000 000 35,5  |
| ...   | ...              | ...                             | ...                           | ...                  | ...             |
| 10240 | 100079+1         | novemseptuagintillion           | quadragintillion              | quadragintilió       | 1 000 000 40,0  |
| 10243 | 100080+1         | octogintillion                  | thousand quadragintillion     | quadragintiliard     | 1 000 000 40,5  |
| ...   | ...              | ...                             | ...                           | ...                  | ...             |
| 10270 | 100089+1         | novemoctogintillion             | quinquadragintillion          | quinquadragintilió   | 1 000 000 45,0  |
| 10273 | 100090+1         | nonagintillion                  | thousand quinquadragintillion | quinquadragintiliard | 1 000 000 45,5  |
| ...   | ...              | ...                             | ...                           | ...                  | ...             |
| 10300 | 100099+1         | novemnonagintillion             | quinquagintillion             | quinquagintilió      | 1 000 000 50,0  |
| 10303 | 1000100+1        | centillion                      | thousand quinquagintillion    | quinquagintiliard    | 1 000 000 50,5  |
| 10306 |                  |                                 | unquinquagintillion           | unquinquagintilió    | 1 000 000 51,0  |
| 10309 |                  |                                 | thousand unquinquagintillion  | unquinquagintilliard | 1 000 000 51,5  |
| ...   |                  |                                 | ...                           | ...                  | ...             |
| 10360 |                  |                                 | sexagintillion                | sexagintilió         | 1 000 000 60,0  |
| 10363 |                  |                                 | thousand sexagintillion       | sexagintiliard       | 1 000 000 60,5  |
| ...   |                  |                                 | ...                           | ...                  | ...             |
| 10420 |                  |                                 | septuagintillion              | septuagintilió       | 1 000 000 70,0  |
| 10423 |                  |                                 | thousand septuagintillion     | septuagintiliard     | 1 000 000 70,5  |
| ...   |                  |                                 | ...                           | ...                  | ...             |
| 10480 |                  |                                 | octogintillion                | octogintilió         | 1 000 000 80,0  |
| 10483 |                  |                                 | thousand octogintillion       | octogintilliard      | 1 000 000 80,5  |
| ...   |                  |                                 | ...                           | ...                  | ...             |
| 10540 |                  |                                 | nonagintillion                | nonagintilió         | 1 000 000 90,0  |
| 10543 |                  |                                 | thousand nonagintillion       | nonagintiliard       | 1 000 000 90,5  |
| ...   |                  |                                 | ...                           | ...                  | ...             |
| 10600 |                  |                                 | centillion                    | centilió             | 1 000 000 100,0 |
| 10603 |                  |                                 | thousand centillion           | centiliard           | 1 000 000 100,5 |

## Ús actual

### Països que utilitzen l'escala curta
Els següents països utilitzen l'escala curta:
- Els Estats Units i des de fa algunes dècades, la majoria de països anglòfons: el Canadà (excepte el Quebec), el Regne Unit, Irlanda, etc.
  - A Puerto Rico, una regió dels Estats Units hispanoparlant.
- Parcialment: A Grècia on s'utilitza el terme ekatom-myrio (cent miríades) en lloc de "milió": 109 = disekatommyrio ("bicent miríades"), 1012 = trisekatommyrio ("tricent miríades"), etc.

### Sistema mixt
- Diverses llengües han conservat un terme relacionat amb mil milions per 109, però utilitzen l'escala curta (bilió, quadrilions, etc.) més enllà: Rússia, Ucraïna, Bulgària, Romania, Turquia i Grècia.

### Països que utilitzen l'escala llarga
La resta de països que utilitzen el sistema de numeració derivat del francès, fan servir l'escala llarga.
Exemples:
El francès i el noruec milliard, l'holandès miljard, l'alemany Milliarde, l'hebreu milliard, el castellà millardo, l'italià miliardo, el polonès i el català miliard, el suec miljard o milliard, el finès miljardi, el txec miliarda i el romanès miliard són tots ells igual a 109.
El català bilió, el castellà billón, el portuguès (Portugal) bilião, el francès billion, l'alemany Billion, el danès billion, el suec billion o biljon, l'holandès biljoen, l'eslovè bilijon i el finès biljoona són tots igual a 1012.
En italià, el mot bilione pot voler dir 109 i 1012, trilione 1012 i (menys comú) 1018 i així endavant. Resulta molt difícil d'utilitzar-los. Les formes mille miliardi (mil miliards) per 1012, un milione di miliardi per 1015, un miliardo di miliardi per 1018, mille miliardi di miliardi per 1021 són molt més còmodes.
També els canadencs francòfons utilitzen l'escala llarga.

### Ús britànic
El terme "milliard" ha esdevingut obsolet en anglès britànic, i "billion" vol dir 109 en tot el que s'ha publicat des de fa un cert temps. El govern britànic i la BBC utilitzen exclusivament l'escala curta en tots els contexts.

### Ús australià
Hi ha una certa acceptació a Austràlia per una variant del sistema d'escala llarga que utilitza thousand million per voler dir 109 i billions per referir-se a 1012. Molts diaris i publicacions fan servir igualment l'escala curta, de totes maneres.

### Ús a l'Índia
Els indis (i els seus mitjans de comunicació) utilitzen més aviat el seu sistema tradicional, amb el qual els zeros més enllà del tercer són agrupats de dos en dos. El Lakh val 105 (escrit: 1,00,000) el crore val 107 (escrit: 1,00,00,000). Tanmateix, també utilitzen l'escala curta pels documents destinats a ser difosos a l'estranger. Aquelles persones, però, que hagin realitzat l'educació britànica, poden encara utilitzar l'escala llarga, fet que acaba defensant la conservació de l'escala índia -lliure d'ambigüitats.

## Variants alternatives
Existeixen diverses formes d'identificar els grans nombres sense ambigüitat:
- Combinacions del mot no ambigu 'milió', per exemple:  10⁹ = «mil milions»; 1012 = «un milió de milions». 
Això esdevé ràpidament complicat pels nombres superiors a 1012.
- L'ús de l'escala llarga, utilitzant només els derivats de miliard pels nombres més enllà del milió, per exemple:  1012 = «mil miliards», 1015 = «un biliard», 1018 = «mil biliards».
- Les potències de deu (Notació científica) són la variant més objectiva (cap risc de malentès), però no solen ser massa utilitzades fora del seu context.